# 维亚切斯拉夫·穆哈诺夫
维亚切斯拉夫·费奥多罗维奇·穆哈诺夫（俄语：Вячесла́в Фёдорович Муха́нов，1956年10月2日—），苏联/俄罗斯理论物理学家和宇宙学家。他最知名于宇宙结构的量子起源理论。1980年至1981年，在莫斯科列別捷夫物理研究所工作时，他与根纳季·奇比索夫预言了起源于原初量子涨落的宇宙的不均匀性谱。 
宇宙微波背景辐射（CMB）温度涨落的实验测量结果与穆哈诺夫的理论预言符合得极好，从而证实了星系和星系团确实起源于原初量子涨落。 后来，穆哈诺夫进一步发展了广义的量子宇宙微扰理论。

## 奖项
- 斯德哥尔摩大学奥斯卡·克莱因奖章（2006年）
- 瑞士Tomalla奖（2009年）
- 法国巴黎，ENS，Blaise Pascal主席（2011年）
- Amaldi奖章（2012年）
- 格鲁伯宇宙学奖（2013年）
- 巴伐利亚科学和人文学院弗里德里希·威廉·约瑟夫·冯·谢林奖（2014年）
- 马克斯·普朗克奖章（2015年）
- BBVA基金会基础科学前沿知识奖（2015年）

## 出版物
- Mukhanov, Viatcheslav and Chibisov Gennady: "Quantum fluctuations and a nonsingular Universe", JETP Lett, 33, No.10, 532 (1981), see also https://arxiv.org/abs/astro-ph/0303077 （页面存档备份，存于）
- Mukhanov, V. F., and Feldman, H. A., and Brandenberger, R. H.: "Theory of Cosmological Perturbations", Physics Reports (1992)
- Mukhanov, Viatcheslav,Physical Foundations of Cosmology, Cambridge University Press, 2005. ISBN 0-521-56398-4
- Mukhanov, Viatcheslav and Winizki, Sergei,"Introduction to Quantum Effects in Gravity", Cambridge University Press, 2007. ISBN 0521868343